# Tábuas de Pirgos

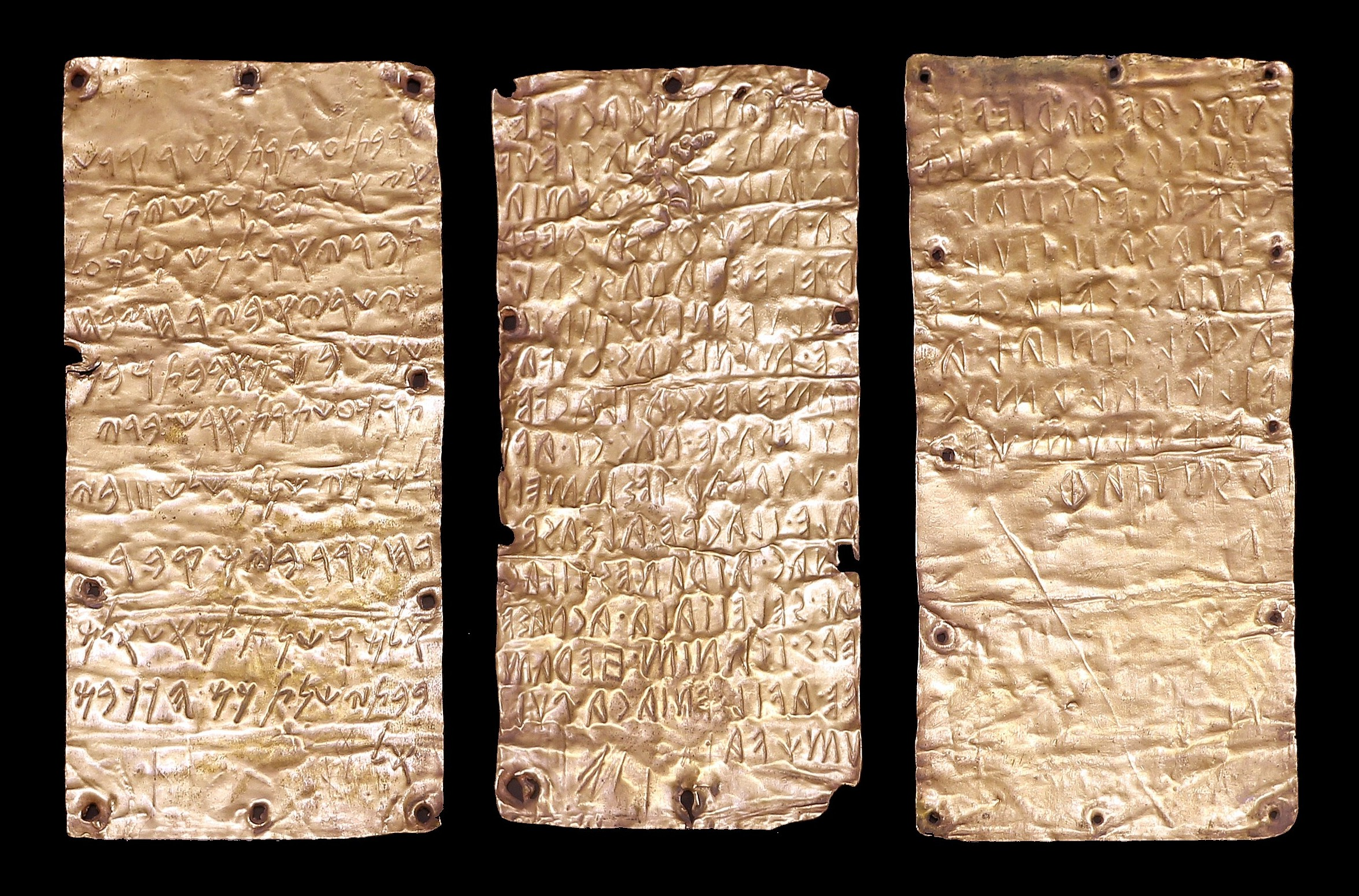
As Tábuas

As Tábuas de Pirgos, encontradas em 1964, durante a escavação arqueológica de um santuário da antiga cidade de Pirgos, na costa do Mar Tirreno, na Itália, (hoje a cidade de Santa Severa), são três tábuas de ouro que registram uma oferenda feita por volta do ano 500 a.C. por Thefarie Velianas, rei de Cere, para a deusa fenícia Astarte. Em Pirgi localizava-se o porto da cidade etrusca de Cere. Duas das tábuas estão inscritas em língua etrusca, a terceira em língua fenícia.
Estas inscrições são importantes, pois propiciaram um texto bilíngue que permite aos pesquisadores usar o conhecimento que já têm em fenício para interpretar o etrusco, e demonstrar a evidência dos fenícios sobre a cultura do Mediterrâneo Ocidental. Eles podem relacionar o relatório do Políbio (Hist. 3,22) de um tratado antigo e quase ininteligível entre os romanos e cartagineses, o qual é datado da época do consulado de L. Junio Bruto e Lúcio Tarquínio Colatino (509 BCE).
As tábuas agora encontram-se no Museu Nacional Etrusco, Villa Giulia, Roma.

## Texto Fenício
l-rbt l-ʻštrt,
À senhora Ashtarot,
ʼšr qdš ʼz, ʼš pʻl, w-ʼš ytn tbryʼ wlnš mlk ʻl kyšryʼ.   ( kyšry= KAYSERI)
Este é o lugar sagrado, o qual foi feito, e o qual foi dado por Tiberius Velianas que reina sobre os Ceritas.
b-yrḥ zbḥ šmš, b-mtnʼ b-bt, wbn tw.
Durante o mês do sacrífico ao Sol, como um presente ao templo, ele construiu uma aedicula.
k-ʻštrt ʼrš b-dy l-mlky šnt šlš, b-yrḥ krr, b-ym qbr ʼlm
Para Ashtarot aumentou-o e com sua mão para reinar por três anos do mês de Churvar, do dia do sepultamento da divindade [diante] 
w-šnt lmʼš ʼlm b-bty šnt km h kkb m ʼl.
E os anos da estátua da divindade no templo [deverão ser] como muitos anos como as estrelas sobre o céu.

A inscrição fenícia é bem conhecida dos estudiosos como uma língua semítica conhecida mais especificamente como uma língua canaanita (muito próxima do hebraico, e também do aramaico e do ugarítico); por isso não há necessidade de ser "decifrada". Embora a inscrição possa ser lida, algumas passagens são filologicamente incertas acerca da sintaxe e do vocabulário empregado na inscrição, o que deu iniciou um debate entre especialistas em línguas semíticas e classicistas.

## Texto Etrusco
Primeira tábua:
ita tmia icac he
ramašva vatieχe
unial astres θemia
sa meχ θuta Θefa
riei velianas sal
cluvenias turu
ce munis tas θuvas
tameresca ilacve
tul erase nac ci avi
l χurvar, tešiameit
ale ilacve alšase
nac atranes zilac
al, sel eita la acnašv
ers itanim  heram
ve avil eniaca pulum χva.
Este templo e essas estátuas são dedicadas a Uni-Astre, construídas pelo clã.
Tiberius Velianas a agradável edícula ofertou.
munistas θuvas tameresca ilacve tulerase.
Que seu sepultamento por esses sacerdotes com ídolos seja cercado.
nac ci avil χurvar, tešiameitale, ilacve alšase.
Por três anos [no mês de] Churvar, com Seus holocaustos, com ídolos [sejam] sepultados.
nac atranes zilacal, seleitala acnašvers.
Durante o reinado da chefe [a deusa], em sua mão [ele] possa ser trazido à luz (ie: Uni-Astre deu a ele, Velianas, o poder e a autoridade).
itanim heram ve, avile niaca pulum χva.
E com esses ídolos de Hermes, os anos poderão durar como as estrelas.
Segunda tábua:
nac θe farie vel
iiunas θ amuce
cleva etu nal masan tiur, unias
šelace  v
acal tmial a
vil χ val amuce pulum χva snuiaφ.
Quando Tiberius Velianas construiu a estátua do santuário [no] mês de Masan, Uni foi satisfeita.
vacal tmial avilχval amuce pulumχva snuiaφ.
As oferendas do templo anualmente tem sido numerosas como as estrelas. 